# برج 63
برج 63 (بالكورية: 63빌딩)، والمعروف سابقًا مدينة هانوا 63، هي ناطحة سحاب تقع على جزيرة يوئيدو وتطل على نهر هان في سول، كوريا الجنوبية. يبلغ ارتفاع البرج 249.6 مترًا (819 قدمًا)، وكان عند افتتاحه في 27 يوليو 1985 أطول مبنى خارج أمريكا الشمالية، كما يُعد ثاني أطول مبنى مكسو بالذهب في العالم بعد برج جراند ليسبوا في ماكاو.
ظل برج 63 أطول مبنى في كوريا الجنوبية حتى تجاوزه برج هيبريون في عام 2003، لكنه بقي أطول مبنى تجاري في البلاد حتى الانتهاء من بناء برج التجارة لآسيا الشمالية الشرقية في عام 2009.
بني البرج كمعلم بارز للألعاب الأولمبية الصيفية لعام 1988. رغم الاسم "63"، فإن عدد الطوابق فوق مستوى الأرض يبلغ 60 فقط، حيث تُعتبر الطوابق من 61 إلى 63 مناطق مقيدة. يعد البرج المقر الرئيسي لشركات مالية كبرى مثل شركة كوريا للتأمين على الحياة وبنك كوريا الصناعي للأوراق المالية.
استوحى التصميم الهيكلي للبرج من الحرف الصيني "إن" (人) الذي يعني "شخص" أو "إنسان"، في إشارة رمزية إلى نشاط شركة التأمين دايهان لايف التي شيدت البرج.